# マック (船)

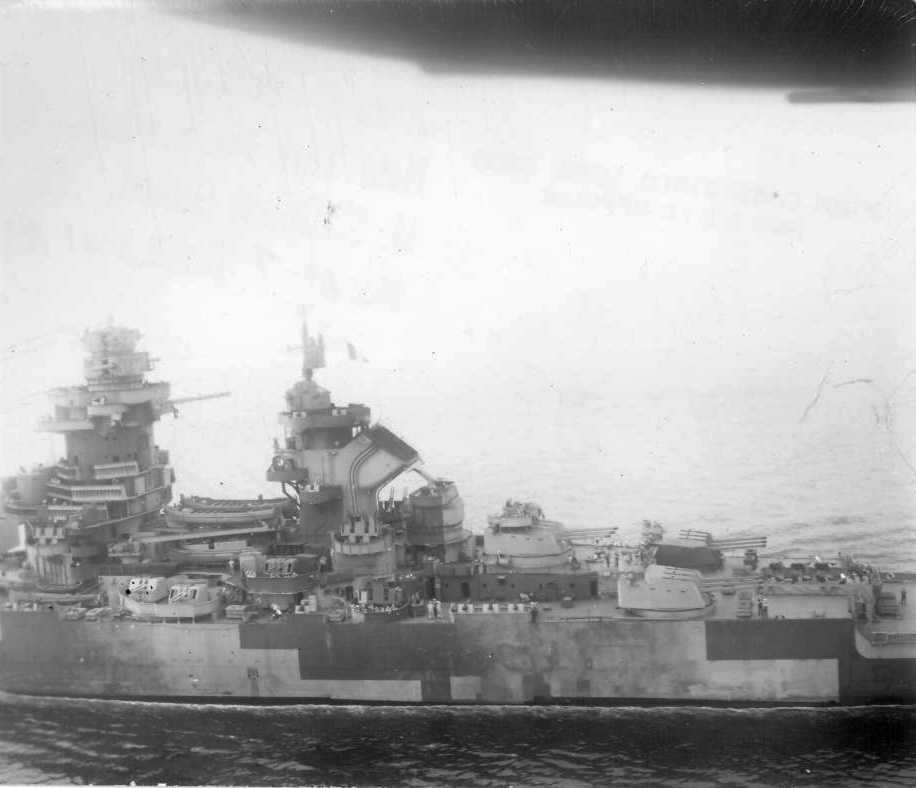
艦後部から1943年に撮られた完工後のリシュリュー級戦艦「リシュリュー」。特徴的なマックが良く判る写真。

マック（英語：mack）とは、煙突（英語：stack）にマスト（英語：mast）の機能を組み合わせた構造物。mastとstackの合成語で、日本語ではそのままマックと訳す。　

## マックの採用
軍艦としての帆走用マストは19世紀になると、蒸気機関、ディーゼル機関の信頼性向上などによりその地位を奪われ、本数は1本にまで少なくなった。柱は見張り台や探照灯の基部として、ヤードは軍艦旗や戦闘旗や、平時・戦時に他船に信号を送信する国際信号旗を掲揚するためなどに使用され続けた。
その後、無線機の開発により船舶無線のためにアンテナ線の展開長確保のためにマストは軍艦の重要な施設として残された。本数は再び2本に増えたが、前部マストは船橋が大型化して塔型艦橋化すると簡素化して次第に設けられなくなった。同時期に艦上構造物の複雑化に伴い、重心低下のために後部マストも簡素化の一途を辿り、ついにはフランス海軍のリシュリュー級戦艦では後部マストを廃止し、構造上外せない存在である煙突に後部マストの機能を一体化させた。断面が四角形の煙突は半ばで斜め45度後方に曲げて後方に排煙させ、煙突の上方にアンテナと測距儀や射撃指揮装置を設けたのである。
第二次世界大戦時に艦船用レーダーが発達した結果、より広い範囲を探知するためにレーダーアンテナは高所に設置する必要性があったが、その用途のためだけにわざわざマストを設けるよりは、むしろ煙突効果のために高くせざるを得ない煙突にマストの役割を兼ねさせてそこに設置した方が効率が良かった。そのため、同大戦後はイタリア海軍の「ヴィットリオ・ヴェネト (ヘリコプター巡洋艦)」から現在に至るまで世界の軍艦に採用されており、海上自衛隊でも「たかつき型護衛艦」から採用された。

## マック構造の衰退
しかし、1960年代から軍艦、特に戦闘艦艇の主機関が蒸気タービン機関からディーゼル機関やガスタービン機関へと移行し始めると、戦闘艦艇の設計においてマック構造を導入する例は急速に減っていった。
特に従来の蒸気機関やディーゼル機関よりも高温の排気を大量に排出するガスタービン機関を使う場合、煙突は大きく低くして大量の排気を効率よく排出できるようにする必要があるが、マック構造ではレーダーアンテナを設置する必要上煙突もある程度高くしなければならない点で前述の条件と矛盾することになる。
またマック構造では排気口とレーダーアンテナとの距離を開けにくい上に、レーダーアンテナがガスタービン機関からの高温排気に晒される可能性が高く、電子部品の劣化や故障などを招きやすくなる弱点がある。
このため、ガスタービン機関を主機関として搭載することが主流となった巡洋艦や駆逐艦、大型のフリゲート艦などの主力戦闘艦艇では、低く太い煙突とレーダーアンテナ類を搭載するための高いトラス型マストないし塔型マストを設置する構造が主流となっている。

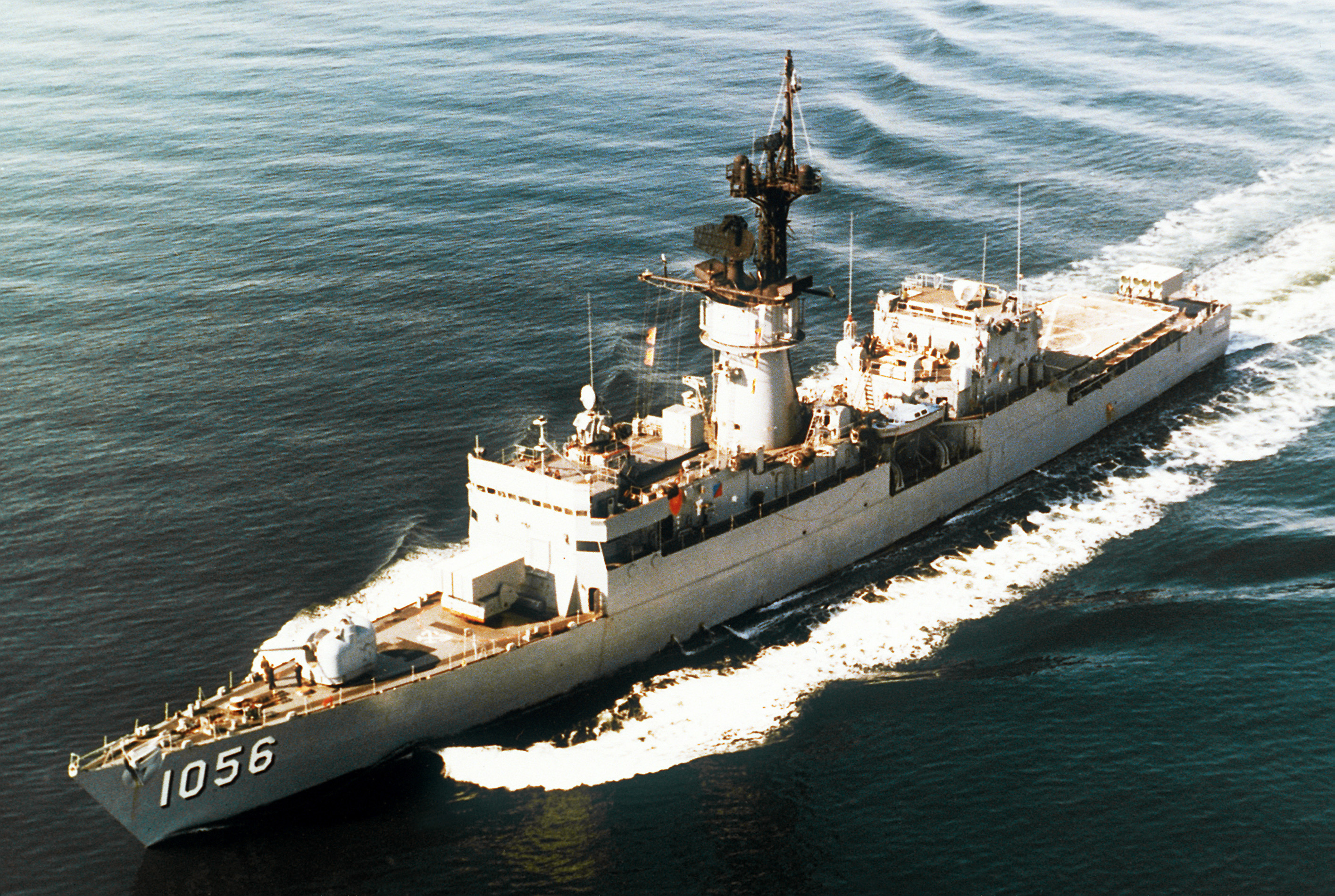
蒸気タービン機関を使用するノックス級フリゲート。 艦体中央部にマックがあり、ボイラーからの排煙はアンテナ類基部の左右に設けられたスリット型排気口から排出する。
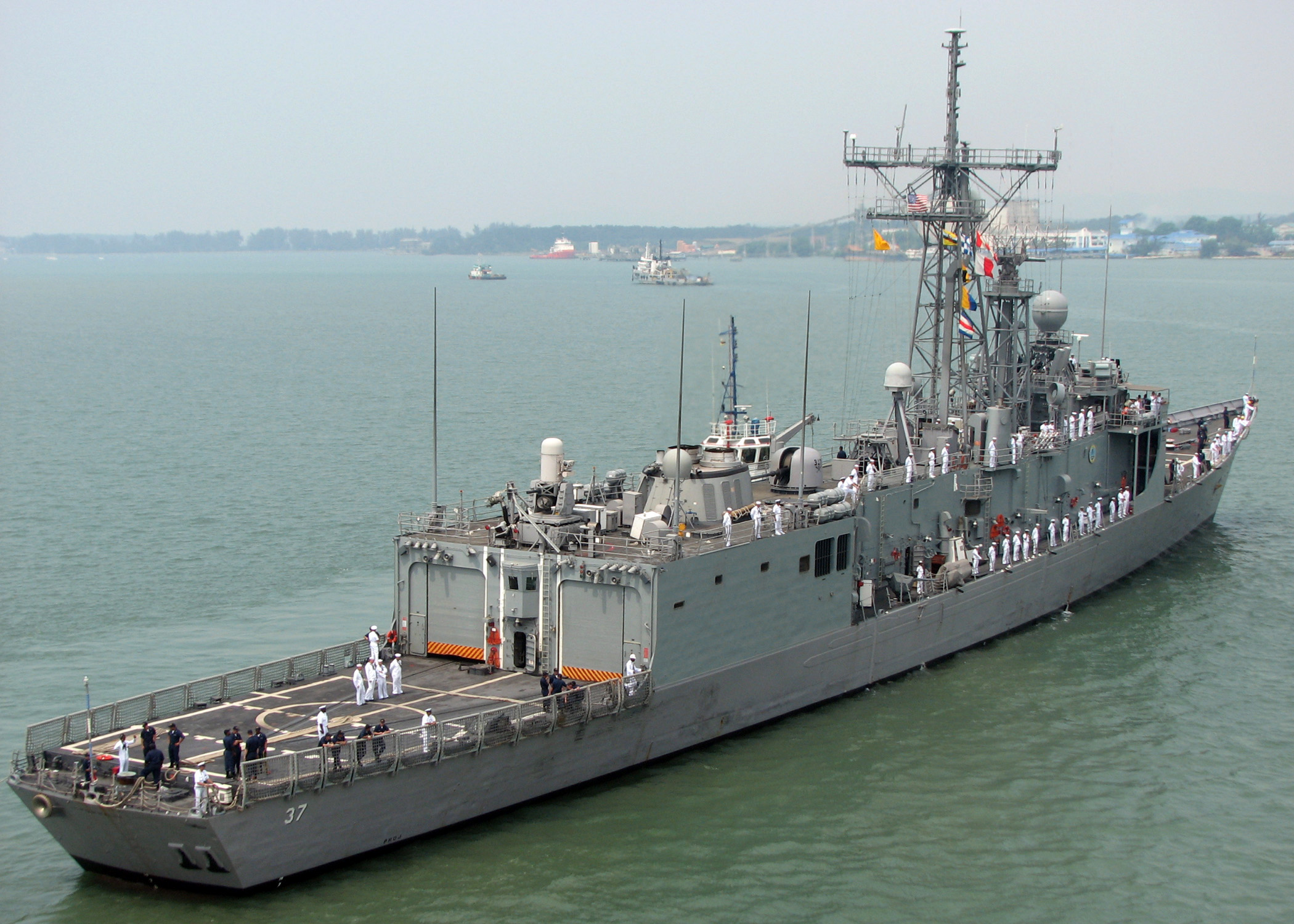
ガスタービン機関（COGAG方式）を使用するオリバー・ハザード・ペリー級ミサイルフリゲート。 76mm砲とファランクスCIWSの間に設置された煙突は極度に太く短くなっており、アンテナ類は2本のトラス型マスト上に設置されている。

主機関がディーゼル機関のみで構成された戦闘艦艇の場合、ディーゼル機関は蒸気機関のような煙突効果を必要としないためにマック構造を積極的に採用する意義に乏しいが、一部の艦艇にはマック構造と解釈できるような構造をした艦艇もある。

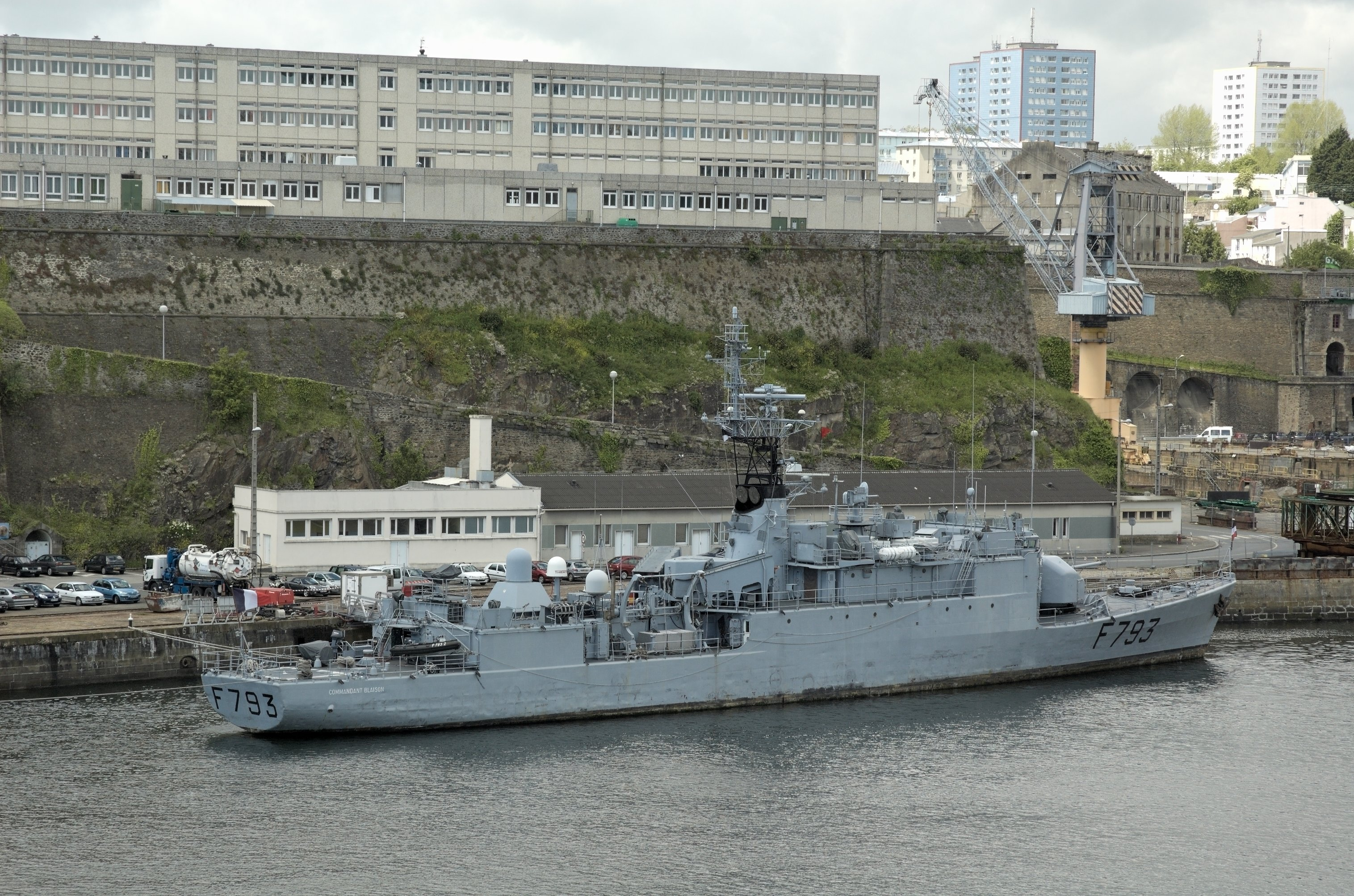
ディーゼル機関を採用した、デスティエンヌ・ドルヴ級通報艦 トラス型マストの支柱が煙突の淵から、煙突の上に覆いかぶさるように伸びており、煙突の上にレーダーアンテナが配置されているので、マック構造の一種とも解釈し得る。
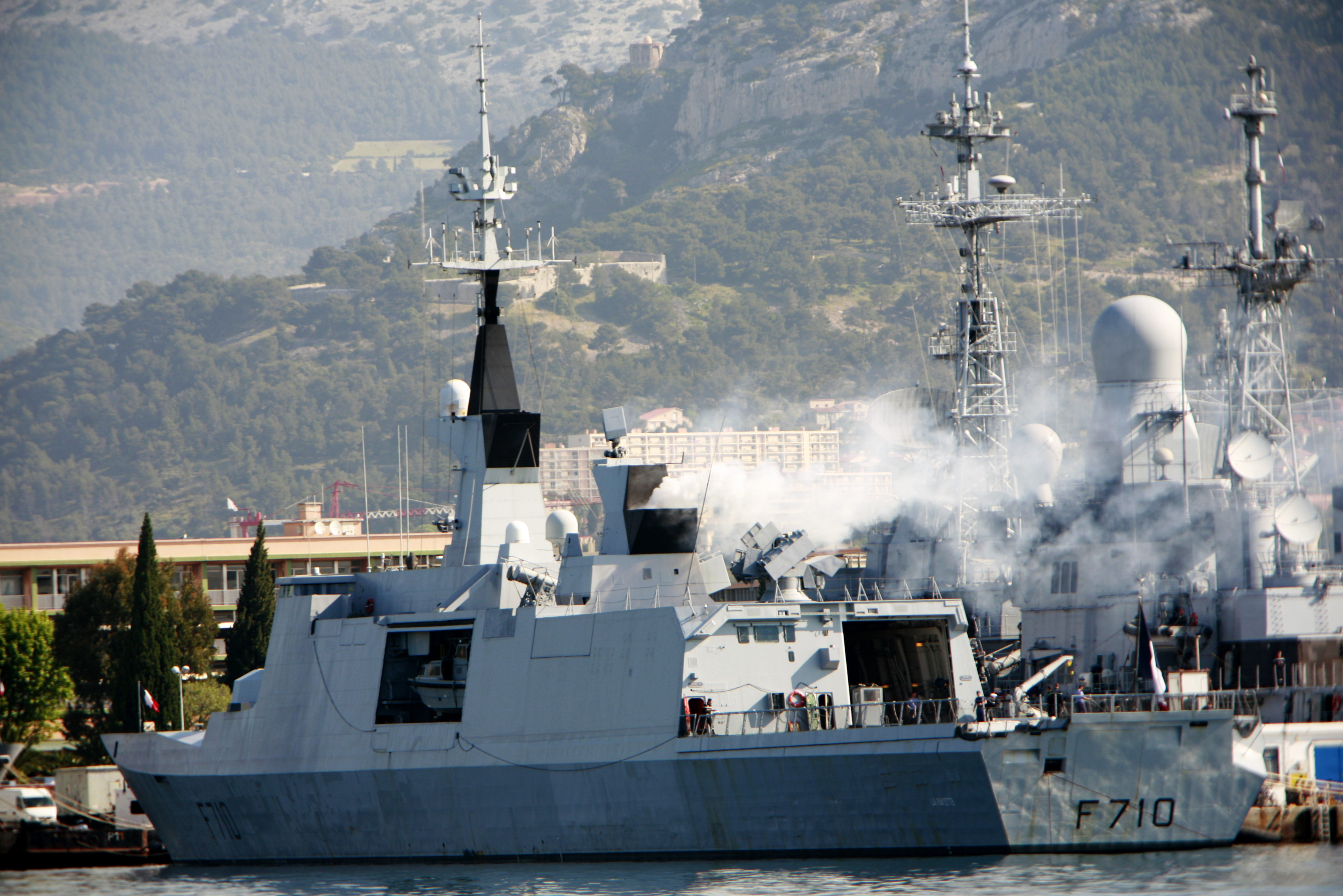
CODAD機関を採用した、ラファイエット級フリゲート 後部マストがマック構造となっており、主機関からの排煙が確認できる。
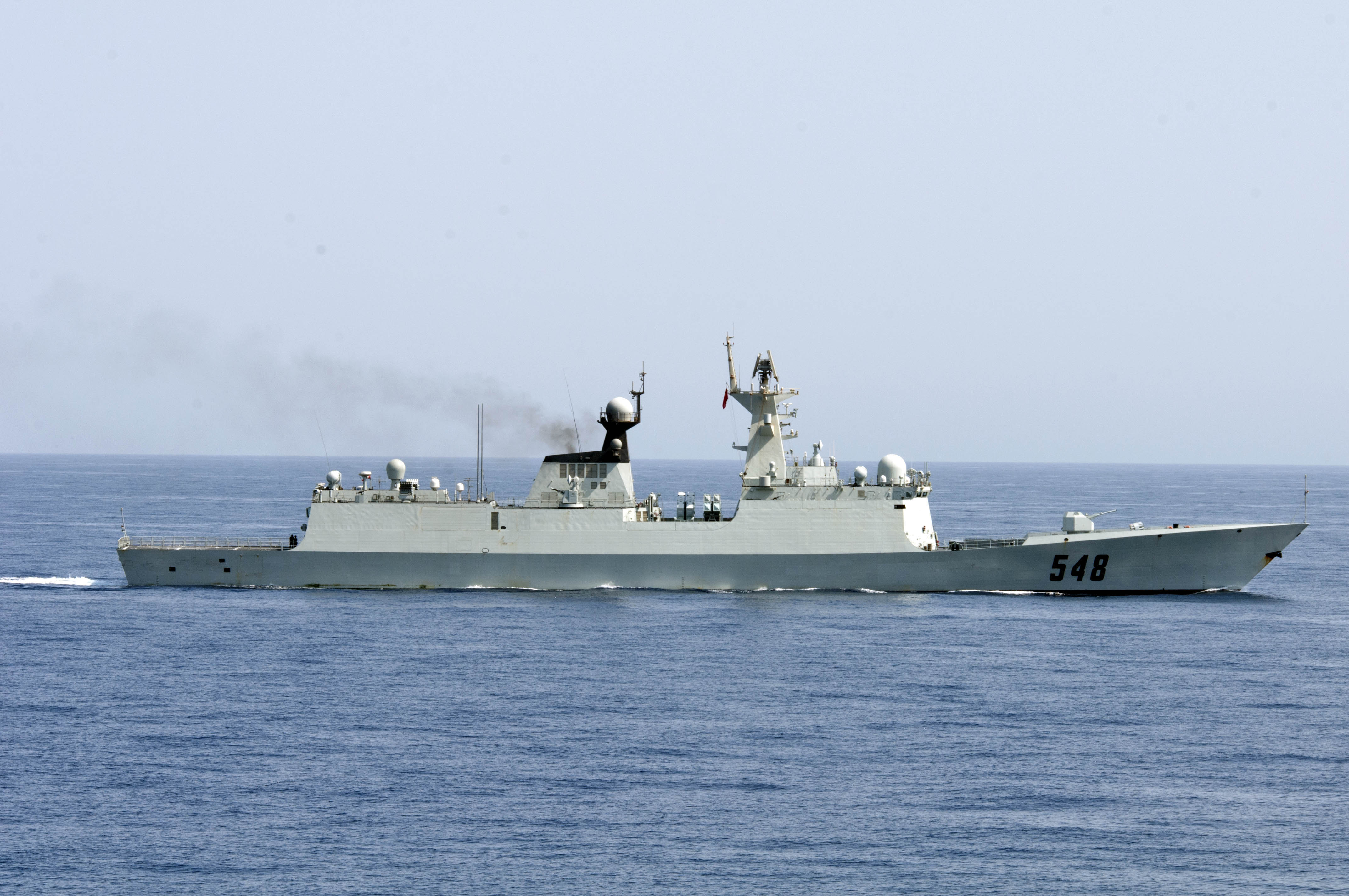
CODAD機関を採用した、江凱II型（054A型）フリゲート 煙突前部から伸びたマストの上に球型のレドームが乗せられたマック構造を採用している。